# Owen, Esslingen
Owen (phát âm tiếng Đức: [ˈaʊ.ən]là một thị xã ở huyện Esslingen trong bang Baden-Württemberg ở phía nam nước Đức. Đô thị Owen, Esslingen có diện tích 9,7 km². Đô thị này có cự ly 7 km về phía nam của Kirchheim unter Teck, và 29 km về phía đông nam của Stuttgart.